# Geelbroek
 (mars 2025).
Si vous disposez d'ouvrages ou d'articles de référence ou si vous connaissez des sites web de qualité traitant du thème abordé ici, merci de compléter l'article en donnant les références utiles à sa vérifiabilité et en les liant à la section « Notes et références ».
Geelbroek est un hameau dans la commune néerlandaise d'Aa en Hunze, dans la province de Drenthe. Le 1er janvier 2008, Geelbroek comptait 9 habitants.
Malgré la petite taille de Geelbroek, ce hameau a pourtant son propre code postal : 9455.